# Deutsche Feldhandball-Meisterschaft der Frauen 1941/42
Die Deutsche Feldhandball-Meisterschaft der Frauen 1941/42 war die achte vom Deutschen Reichsausschuss für Leibesübungen (DRL) organisierte deutsche Feldhandball-Meisterschaft der Frauen. Die diesjährige Meisterschaft fand erneut im K.-o.-System zwischen den Meistern der inzwischen auf über 20 gestiegenen Gauligen statt. Die Vor- und Zwischenrunde fand Ende August 1942 in vier Turnieren in Posen, Kattowitz, Magdeburg und Düsseldorf statt. Die Sieger dieser Turniere trafen dann in einem Turnier in Magdeburg am 12. September und 13. September 1942 aufeinander, um den deutschen Handballmeister zu ermitteln. Das Finale gewann Stahl-Union 04 Düsseldorf mit 5:4 nach Verlängerung gegen den Eimsbütteler TV und sicherte sich somit seine erste deutsche Frauen-Handballmeisterschaft.

## Teilnehmer an der Endrunde
| Verein                            | Qualifiziert als                              |
| --------------------------------- | --------------------------------------------- |
| SpVgg ASCO Königsberg             | Meister der Bereichsklasse Ostpreußen         |
| Kaufmännischer TV Stettin         | Meister der Bereichsklasse Pommern            |
| Karlshorster TV Berlin            | Meister der Bereichsklasse Berlin-Brandenburg |
| Reichsbahn-SG Breslau             | Meister der Bereichsklasse Niederschlesien    |
| TG Kattowitz                      | Meister der Bereichsklasse Oberschlesien      |
| SV Fortuna Leipzig 02             | Meister der Bereichsklasse Sachsen            |
| Magdeburger Frauen-SC             | Meister der Bereichsklasse Mitte              |
| Eimsbütteler TV                   | Meister der Bereichsklasse Nordmark           |
| Bremer TG                         | Meister der Bereichsklasse Niedersachsen      |
| Dortmunder SC 95                  | Meister der Bereichsklasse Westfalen          |
| Stahl-Union 04 Düsseldorf         | Meister der Bereichsklasse Niederrhein        |
| Kölner BC 01                      | Meister der Bereichsklasse Köln-Aachen        |
| CT Hessen-Preußen Kassel          | Meister der Bereichsklasse Kurhessen          |
| SG Eintracht Frankfurt            | Meister der Bereichsklasse Hessen-Nassau      |
| VfR Frankenthal                   | Meister der Bereichsklasse Westmark           |
| VfR Mannheim                      | Meister der Bereichsklasse Baden              |
| TSG Stuttgart                     | Meister der Bereichsklasse Württemberg        |
| TG München                        | Meister der Bereichsklasse Bayern             |
| Danubia Wien                      | Meister der Bereichsklasse Ostmark            |
| Leichtathletik-Vereinigung Danzig | Meister der Bereichsklasse Danzig-Westpreußen |
| DSC Posen                         | Meister der Bereichsklasse Wartheland         |

## Ausscheidungsrunde
| Datum |                           | Ergebnis |                        |
| ----- | ------------------------- | -------- | ---------------------- |
| 1942  | Stahl-Union 04 Düsseldorf | 4:2      | VfR Mannheim           |
| 1942  | Dortmunder SC 95          | 3:2      | Kölner BC 01           |
| 1942  | Eimsbütteler TV           | 7:3      | Bremer TG              |
| 1942  | TSG Stuttgart             | 8:6      | TG München             |
| 1942  | VfR Frankenthal           | 1:11     | SG Eintracht Frankfurt |

## Vorrunde
| Datum           |                                   | Ergebnis  | !Ort                                   |
| --------------- | --------------------------------- | --------- | -------------------------------------- |
| 22. August 1942 | Kaufmännischer TV Stettin         | 3:3 n. V. | SpVgg ASCO Königsberg \|\|Posen        |
| 22. August 1942 | Leichtathletik-Vereinigung Danzig | 3:2       | DSC Posen \|\|Posen                    |
| 22. August 1942 | Danubia Wien                      | 11:3      | TG Kattowitz \|\|Kattowitz             |
| 22. August 1942 | SV Fortune Leipzig 02             | 6:4       | Reichsbahn-SG Breslau \|\|Kattowitz    |
| 29. August 1942 | Eimsbütteler TV                   | 5:2       | Magdeburger Frauen-SC \|\|Magdeburg    |
| 29. August 1942 | Karlshorster TV Berlin            | 4:2       | CT Hessen-Preußen Kassel \|\|Magdeburg |
| 29. August 1942 | Stahl-Union 04 Düsseldorf         | 8:0       | Dortmunder SC 95 \|\|Düsseldorf        |
| 29. August 1942 | SG Eintracht Frankfurt            | 4:1       | TSG Stuttgart \|\|Düsseldorf           |

Wiederholungsspiel
| Datum           |                           | Ergebnis | !Ort                            |
| --------------- | ------------------------- | -------- | ------------------------------- |
| 23. August 1942 | Kaufmännischer TV Stettin | 2:1      | SpVgg ASCO Königsberg \|\|Posen |

## Zwischenrunde
| Datum           |                           | Ergebnis | !Ort                                        |
| --------------- | ------------------------- | -------- | ------------------------------------------- |
| 23. August 1942 | Kaufmännischer TV Stettin | 6:5      | Leichtathletik-Vereinigung Danzig \|\|Posen |
| 23. August 1942 | Danubia Wien              | 6:3      | SV Fortuna Leipzig 02 \|\|Kattowitz         |
| 30. August 1942 | Eimsbütteler TV           | 5:4      | Karlshorster TV Berlin \|\|Magdeburg        |
| 30. August 1942 | Stahl-Union 04 Düsseldorf | 3:0      | SG Eintracht Frankfurt \|\|Düsseldorf       |

## Halbfinale
| Datum              |                           | Ergebnis | !Ort                                    |
| ------------------ | ------------------------- | -------- | --------------------------------------- |
| 12. September 1942 | Stahl-Union 04 Düsseldorf | 10:0     | Kaufmännischer TV Stettin \|\|Magdeburg |
| 12. September 1942 | Eimsbütteler TV           | 7:1      | Danubia Wien \|\|Magdeburg              |

## Finale
| Datum              |                           | Ergebnis  | !Ort                          |
| ------------------ | ------------------------- | --------- | ----------------------------- |
| 13. September 1942 | Stahl-Union 04 Düsseldorf | 5:4 n. V. | Eimsbütteler TV \|\|Magdeburg |